# 下舍兴

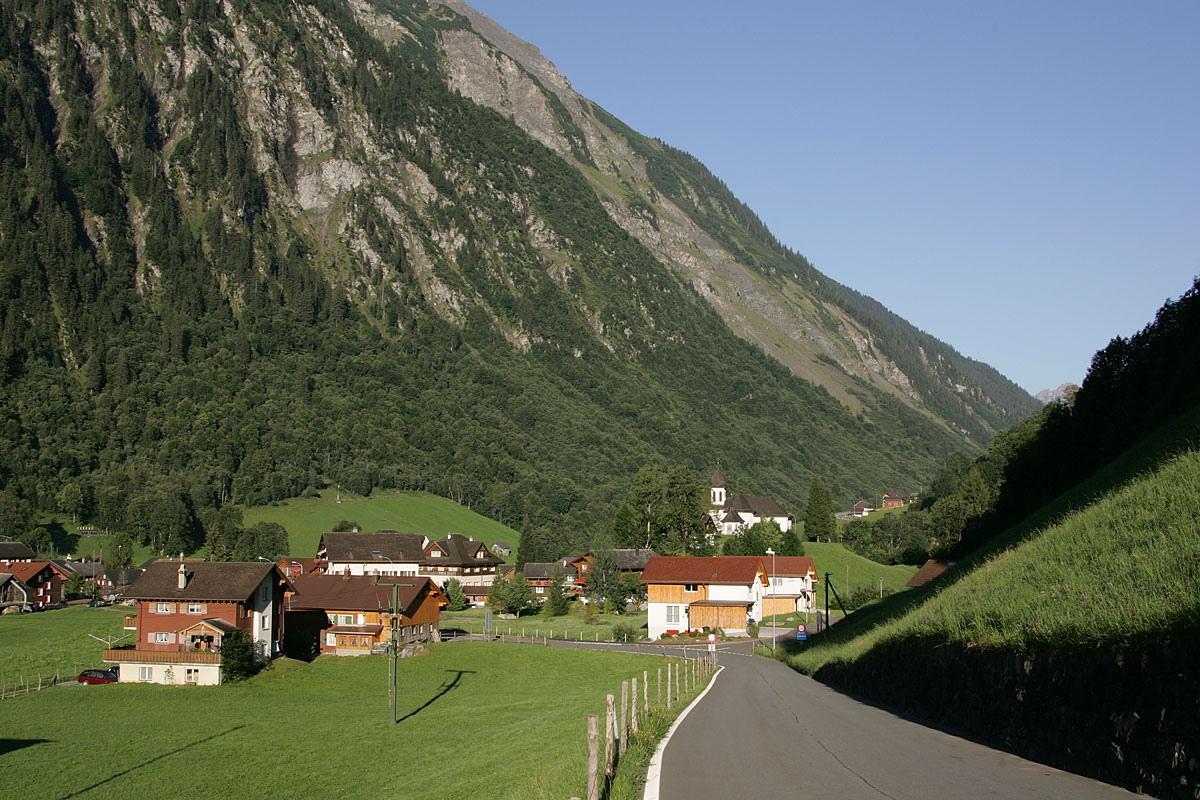

下舍兴是瑞士乌里州的市镇，位於該州东部的舍興河（schächen）河谷中，面積80.28平方公里，海拔高度995米。